# Autorité luxembourgeoise indépendante de l'audiovisuel
Pour les articles homonymes, voir Alia.
L'autorité luxembourgeoise indépendante de l'audiovisuel (abrégée en ALIA) est l'autorité administrative indépendante luxembourgeoise chargée de la régulation du secteur des médias audiovisuels ayant une licence luxembourgeoise.

## Histoire
L'autorité luxembourgeoise indépendante de l'audiovisuel est un établissement public créée par la loi du 27 août 2013 et opérationnel depuis le 1er décembre 2013 en remplacement de la Commission nationale des programmes et de la Commission indépendante de la radiodiffusion,.
Début mai 2019, une polémique est née du refus de la télévision luxembourgeoise de diffuser les spots électoraux en français du parti La Gauche (déi Lénk). En désaccord avec cette décision, le parti a posé une question parlementaire urgente au Premier ministre Xavier Bettel. Ce dernier ne souhaite pas s'impliquer dans les échanges entre l'ALIA, les partis politiques et les médias concernés. Finalement, l'ALIA a informé RTL qu’une très large majorité des partis présentant une liste en vue des élections européennes, s’est accordée pour accepter l’usage de la langue française, à côté de la langue luxembourgeoise,.

## Organisation
Romain Kohn, directeur de l’ALIA depuis 2014 voit son mandat se terminer à la fin du mois de mai 2019 à la suite d'une décision prise lors d'une réunion de l'organe de gouvernance. En septembre 2019, Paul Lorenz a été nommé à ce poste en conseil de Gouvernement. Son mandat prend effet le 15 septembre pour une durée de cinq ans.
| Identité                     | Période           | Période           | Durée |
| Identité                     | Début             | Fin               | Durée |
| ---------------------------- | ----------------- | ----------------- | ----- |
| Romain Kohn (d) (né en 1962) | 2014              | mai 2019          | 5 ans |
| Paul Henri Lorenz (d)        | 15 septembre 2019 | 15 septembre 2024 | 5 ans |
| Cindy Bauwens (d)            | 16 septembre 2024 |                   |       |

| Identité                          | Période | Période           | Durée  |
| Identité                          | Début   | Fin               | Durée  |
| --------------------------------- | ------- | ----------------- | ------ |
| Thierry Hoscheit (d) (né en 1964) | 2013    | 15 septembre 2024 | 11 ans |
| Marc Glesener (d) (né en 1969)    | 2025    |                   |        |

## Missions
Le rôle de l'ALIA est de surveiller la bonne application des textes réglementaires par rapport aux services de médias audiovisuels (télévision, vidéo à la demande, radios), la classification des films et la conservation et la mise à disposition du public des indications essentielles qui ont servi de base à l'exécution des sondages d'opinion politique.